# 釐務
釐務（りむ）とは、律令制において官職を帯びた者が官司にてその職務を行うこと。

## 概要
獄令において、「除免官当（除名・免官・官当）」に相当する官人の釐務・朝参停止の処分にするなど、官人の処分に際して職務を停止させる処分の事を「釐務に預からざらしむ」と称した。特に不正を起こした地方の国司に対する処分として釐務の停止が公廨の停止と合わせて実施された。